# Charles Godeheu
Charles Robert Godeheu de Zaimont, né à Rouen le 19 novembre 1710 et mort à Paris le 9 juin 1794, fut gouverneur général à Pondichéry.

## Biographie
Charles Godeheu est né à Rouen en 1710, il est le fils de Georges Godeheu, qui fut directeur de la Compagnie des Indes de 1723 à 1739. 
En 1754 Charles Robert Godeheu succède à Joseph François Dupleix à la tête des possessions françaises en Inde. Il est nommé à ce poste car Dupleix est jugé à Versailles comme trop indépendant et ne tenant pas compte des instructions. Le 26 décembre 1754, il conclut un traité avec la compagnie des Indes britanniques sur le maintien des positions françaises aux seuls comptoirs. Ce traité est accueilli comme une trahison par nombre de princes indiens qui perdent ainsi la protection de la France.